# Lipa (powiat chodzieski)
Lipa – wieś w Polsce położona w województwie wielkopolskim, w powiecie chodzieskim, w gminie Szamocin.
W latach 1975–1998 miejscowość należała administracyjnie do województwa pilskiego.